# Арагви (ресторан)
«Ара́гви» — советский и российский ресторан на Тверской площади в Москве, первый грузинский ресторан в Москве. Ранее специализировался на грузинской кухне, в 2016—2019 годах — на различных кавказских. 
Часть памятника культурного наследия «Гостиница „Дрезден“»; интерьер включает в себя кирпичную кладку палат XVII века.

## История
На месте ресторана во времена Алексея Михайловича были построены палаты. В 1730-х годах они были перестроены князем В. И. Гагариным. В 1777 году владение значилось за аптекарем Яковом Калкау. Затем владельцем был генерал-майор В. Д. Чертков. 
В XIX веке были надстроены 3 этажа, и в доме открылась гостиница «Север», в 1837 году переименованная в гостиницу «Дрезден». В ней проживали многие деятели культуры, в одном из номеров умер художник Василий Суриков. 
После революции 1917 года в здание переехала редакция газеты «Правда». 
В 1930-х здание вместе с соседними было перестроено и приобрело нынешний вид. Тогда же, по инициативе, как считается, Лаврентия Берии, здесь был открыт ресторан грузинской кухни «Арагви» под руководством Лонгиноза Стажадзе. Он находился в ведомстве Самтреста НКПП Грузинской ССР (производителя вин) и предлагал также европейские и азиатские блюда.
Стены заведения расписывал художник Ираклий Тоидзе (во время Великой Отечественной войны стал автором плаката «Родина-мать зовет!»), его панно в «Арагви» были посвящены поэме Шота Руставели «Витязь в тигровой шкуре».
Ресторан пользовался популярностью у высшего класса советского государства: партийных деятелей, учёных и деятелей культуры, главным образом грузинского происхождения. Обычному человеку ресторан был практически недоступен из-за высоких цен и жёсткого фейсконтроля. 
После распада СССР «Арагви» был популярен у руководителей ОПГ, в частности, кавказских. 
В начале 2000-х годов ресторан был закрыт на реконструкцию, которая затянулась, проводилась в несколько этапов, в ходе которых менялись владельцы. Тогда же была обнаружена кладка палат XVII века, и контроль за её сохранением взяла московская мэрия; в итоге древняя кладка была вписана в интерьер. Весной 2016 года ресторан, принадлежащий армянским бизнесменам Самвелу Карапетяну и Гору Нахапетяну, был открыт. Они решили не давать в «Арагви» приоритет конкретной кухне и организовали кавказскую кухню различных регионов. На пространстве в 1800 квадратных метров располагались 9 залов на 240 мест.
11 февраля 2019 года ресторан прекратил свою работу. По заявлению инвесторов проекта, это произошло из-за нерентабельности бизнеса. Наряду с этим в прессе обсуждалась версия, что закрытие ресторана было обусловлено конфликтом между собственником здания и управляющей компанией.
В августе 2019 года появилась информация о сдаче площади ресторана в аренду:
…объект может заинтересовать крупных рестораторов, а также его можно задействовать под продуктовый гипермаркет.

## В культуре
В «Арагви» произошёл эпизод книги Стейнбека «Русский дневник», клеймящий цензуру в СССР.
В интерьерах ресторана снимались сцены фильма «Полицейская академия 7: Миссия в Москве» — там находилась резиденция главного злодея.
Ресторан попал в фольклор:
Грузин вышел из ресторана «Арагви» в Москве и увидел памятник Юрию Долгорукому. Изумился и спросил своего приятеля: «Кто это такой?» — «Как, ты не знаешь? Это Юрий Долгорукий». — «Слушай, что он такое сделал, что ему памятник поставили?» Тот отвечает: «Слушай, он Москву основал». — «Вай, какой хороший человек! Какой город построил вокруг ресторана „Арагви“!»
В ресторане якобы ужинала с авиаконструктором Людмила Прокофьевна в рассказе Новосельцеву, в фильме «Служебный роман».